# Zahuatlán de Morelos
Zahuatlán de Morelos är en ort i Mexiko.   Den ligger i kommunen Tepeaca och delstaten Puebla, i den sydöstra delen av landet, 140 km öster om huvudstaden Mexico City. Zahuatlán de Morelos ligger 2 241 meter över havet och antalet invånare är 1 972.
Terrängen runt Zahuatlán de Morelos är varierad. Runt Zahuatlán de Morelos är det ganska tätbefolkat, med 120 invånare per kvadratkilometer. Närmaste större samhälle är Amozoc de Mota, 19,9 km väster om Zahuatlán de Morelos. Omgivningarna runt Zahuatlán de Morelos är en mosaik av jordbruksmark och naturlig växtlighet.